# Mazan (Comiczeichner)

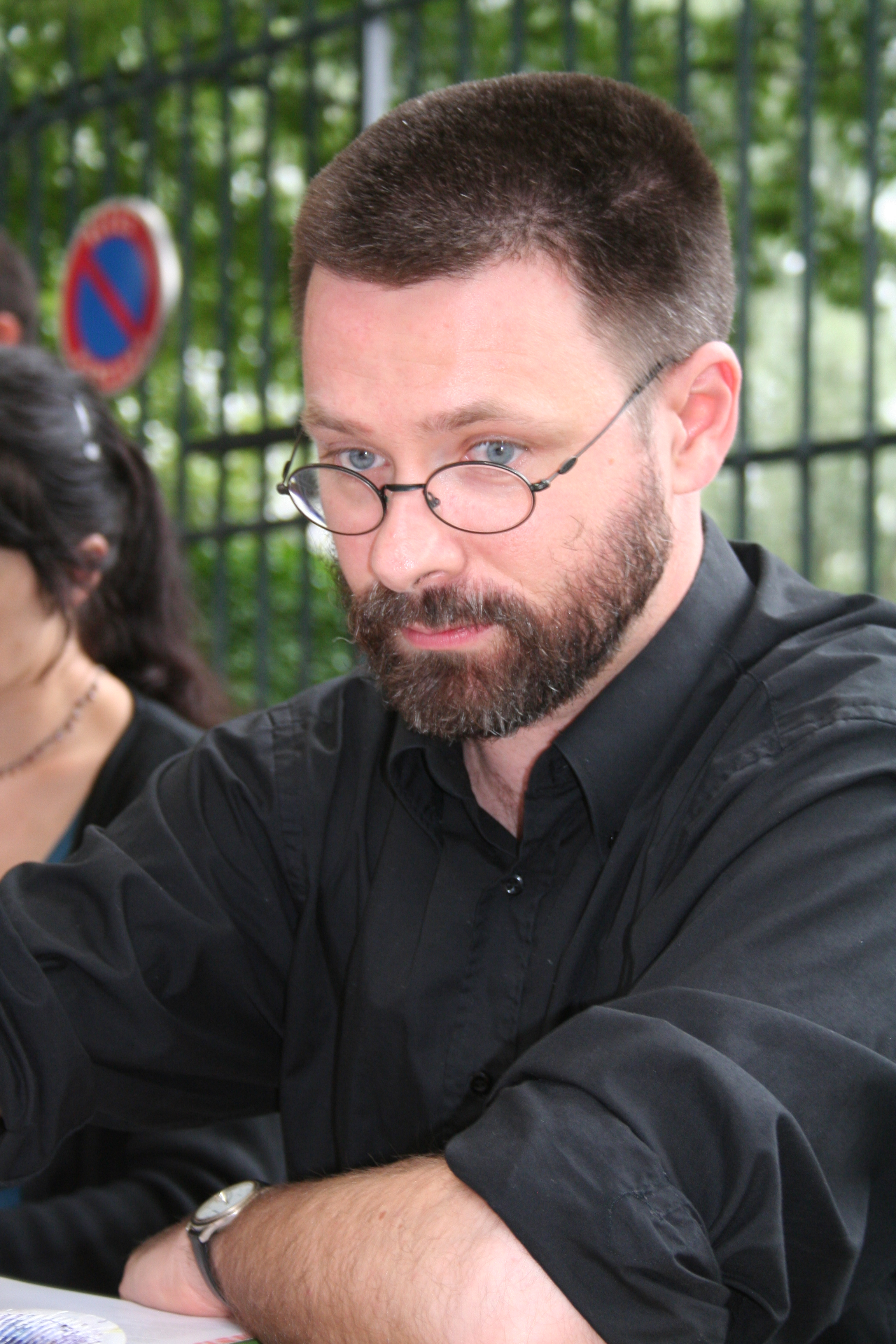
Mazan

Pierre Lavaud, bekannt als Mazan (* 24. Februar 1968 in Périgueux), ist ein französischer Comiczeichner.
Nach einem abgeschlossenen Bildhauerausbildung studierte er von 1985 bis 1989 auf der Kunsthochschule in Angoulême das Comiczeichnen. 1995 gründete er mit einigen Kollegen das Atelier „Sanzot“. 2006 war er Dozent am Comic-Seminar.
Mazan hat in Frankreich und im Ausland zahlreiche Auszeichnungen bekommen, 1998 erhielten die Illustrierten Kinderklassiker den Max-und-Moritz-Preis für die beste deutschsprachige Comic-Publikation.